# ミックストツインズ
ミックストツインズ（英: Mixed twins）は、肌の色やその他の人種的特徴が異なる混血の二卵性双生児。
ヒトでは、比較的少数の遺伝子が肌の色を決定付ける因子であると考えられている。異なる対立遺伝子または遺伝子変異体は、皮膚内で見出されるメラニンの違いを反映する。いくつかのグループ内では、黒色の皮膚対立遺伝子の頻度が高いが、他のグループは、例えば、白色の皮膚の対立遺伝子の頻度が高い。このような双子の両親は典型的には混血であり、それらのゲノム中の白色の皮膚と黒色の皮膚の対立遺伝子の組み合わせにより異なる肌色の双生児が出生する。
各精子または卵細胞は、その父親または母親からの遺伝子のランダムな性質を有する。最も可能性の高い事象ではないが、精子または卵子は、例えば、主に白色の肌を与える対立遺伝子または大部分が黒色の肌を与える対立遺伝子をランダムに得る。このような場合、二卵性双生児は、肌の色や他の身体的特徴の点で相当に劇的に異なる場合がある。
生物学的な観点から、これらの特徴が違った二卵性双生児が人種の異なる両親からは生まれてくることは驚くべきことではない。ミックストツインズの数多くの組み合わせが実際に生まれた。
非常にまれに、ミックストツインズは、異父過妊娠で生じることがある。